# Crotophaga
Crotophaga is een geslacht van vogels uit de familie koekoeken (Cuculidae). Het geslacht telt drie soorten. De wetenschappelijke naam van het geslacht werd in 1758 gepubliceerd door Carl Linnaeus.

## Soorten
- Crotophaga ani – Kleine ani
- Crotophaga major – Grote ani
- Crotophaga sulcirostris – Groefsnavelani